# 気になる女の子
「気になる女の子」（原題：That's The Way A Woman Is）は、アメリカの4人組ロックバンドであるメッセンジャーズ（Messengers）が1971年に発表したポピュラー・ソングである。

## 概要
1962年に結成され、メンバーチェンジを繰り返して1972年に解散した彼等の唯一のヒット曲。シンプルなメロディーを持つ1分57秒の短い曲。作者はメンバーのマイケル・モーガン Michael Morgan（ボーカル、キーボード）とジョン・ホイヤー John Hoyer（ベース）である。
アメリカでは1971年7月、モータウン傘下のレア・アースから発売された（Rare Earth 5032）。B面はメンバー4人の共作 "In The Jungle"。Billboard Hot 100の62位どまりだった。
日本では1971年11月、日本ビクターから発売された（JET-2082）。 B面収録曲はボックス・トップスのカバー「あの娘のレター」。22万枚を売り上げ、オリコンチャートで最高位5位を記録した。このヒットを受け、日本ビクターは1972年2月に、彼らが1969年にアメリカで発売した唯一のLPに「気になる女の子」を加えたLPを発売した（SWG-7544）。彼等は同年7月に来日を果たした。
2018年3月の時点では、彼らの単独のCDは過去まで遡っても一度も出ていない。『The Complete Motown Singles vol.11B:1971』に「気になる女の子 (MONO)」「気になる女の子 (STEREO)」「ジャングル」の3曲が収録されている。

## 主なカバー
- 南沙織 (1972年)
- ザ・チャープス (1972年) - 『ステージ101』（NHK総合テレビジョン）のLP『怪獣のバラード』（1972年）収録。ヤング101のメンバーとして同番組にて披露した。現在NHKに残っている最終回（1974年3月31日放送）で、本曲を歌っている場面がある[注釈 1]。
- ペドロ&カプリシャス (1972年)
- フィンガー5 (1973年)
- 荒川務 - アルバム『太陽の日曜日』（1974年）収録※訳詞：増永直子
- 朝倉紀幸＆GANG - アルバム『ライオンは起きている』（1982年）収録※日本語詞：佐藤ありす
- T.V.JESUS - EP『THE BIBLE ep』（1996年）収録※曲名「気になるジーザス」
- 星屑スキャット (2012年6月27日)

## CM (日本)
- 2005年 - 大塚製薬「アミノバリュー」
- 2014年 - アサヒビール「アクアゼロ」（いわゆる第三のビール）
- 2021年 - スズキ「ハスラー」[注釈 2]